# Zdeněk Doležal
Zdeněk Doležal (Praga, Tchecoslováquia, 1 de setembro de 1931) é um ex-patinador artístico tcheco, que competiu representando a Tchecoslováquia. Ele conquistou com Věra Suchánková uma medalha de prata em campeonatos mundiais, foi bicampeão europeia e foi tricampeão do campeonato nacional tchecoslovaco.

## Principais resultados

### Com Věra Suchánková
| Jogos Olímpicos                                       |                  | 8.º             |                 |                  |  |  |  |  |  |  |  |  |  |  |  |
| Campeonato Mundial                                    | 6.º              |                 |                 | Medalha de prata |  |  |  |  |  |  |  |  |  |  |  |
| Campeonato Europeu                                    | Medalha de prata | 5.º             | Medalha de ouro | Medalha de ouro  |  |  |  |  |  |  |  |  |  |  |  |
| Nacional                                              |                  |                 |                 |                  |  |  |  |  |  |  |  |  |  |  |  |
| Campeonato Tchecoslovaco                              |                  | Medalha de ouro | Medalha de ouro | Medalha de ouro  |  |  |  |  |  |  |  |  |  |  |  |
|                                                       |                  |                 |                 |                  |  |  |  |  |  |  |  |  |  |  |  |
| Legenda: Competição não foi disputada nesta temporada |                  |                 |                 |                  |  |  |  |  |  |  |  |  |  |  |  |